# Sorsogona tuberculata
Sorsogona tuberculata är en fiskart som först beskrevs av Cuvier 1829.  Sorsogona tuberculata ingår i släktet Sorsogona och familjen Platycephalidae. Inga underarter finns listade i Catalogue of Life.